# Marxa de la mort

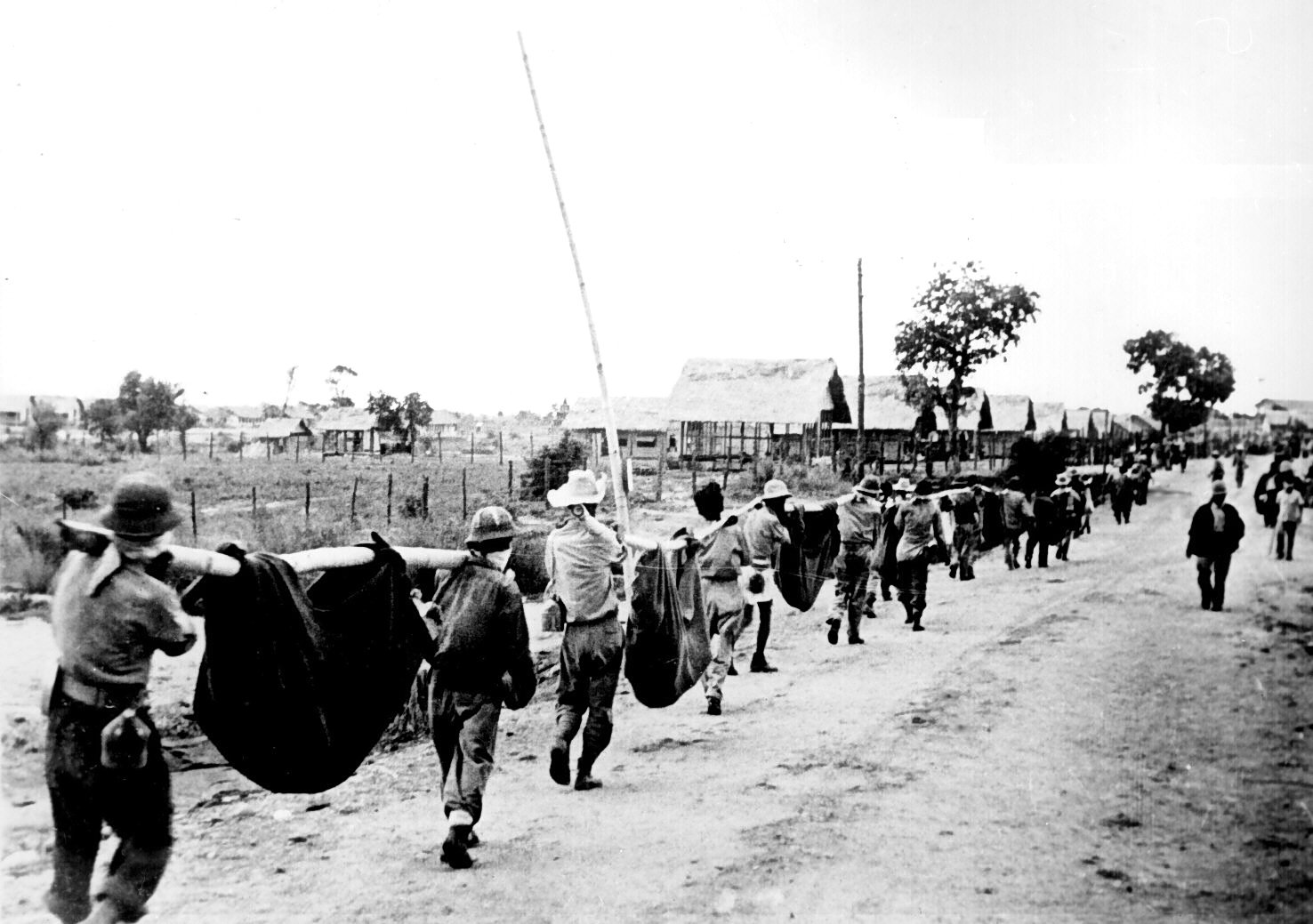
El maig del 1942, els presoners estatunidencs carregaven els compatriotes morts en la marxa de la mort de Bataan.

Les marxes de la mort són marxes forçades de presoners de guerra o altres presoners o persones deportades. Aquells que són obligats a marxar han de caminar llargues distàncies per un període extremadament llarg i no se'ls proveeix de menjar o aigua, o es considera aquesta provisió "inadequada". Els presoners que no suporten la marxa són deixats a la seva sort o executats pels guàrdies.
Tot i que han existit moltes d'aquestes marxes en els dos darrers segles, les més conegudes ara són les que van tenir lloc durant la Segona Guerra Mundial, dutes a terme per l'Alemanya nazi i l'Imperi Japonès. En concret, les marxes forçades de presoners de camps de concentració per part de l'Alemanya nazi entre 1944 i 1945.

## Exemples de marxes de la mort
- En 1835, Aleksandr Herzen va trobar joves cantonistas jueus (alguns fins de 8 anys) escanyolits que havien estat reclutats per l'Exèrcit Imperial Rus. Herzen estava sent traslladat al seu exili a Viatka, mentre que els cantonistes estaven sent traslladats a peu a Kazan, i el seu oficial es va queixar que un terç d'ells ja havia mort a causa de les condicions de la marxa.[1]
- En 1838, la Nació Cherokee va ser obligada a marxar cap a l'oest cap a Oklahoma. Aquesta marxa de la mort fou anomenada el Camí de les Llàgrimes, on s'estima que 4.000 homes, dones i nens van morir durant la relocalització.[2]
- Durant el genocidi armeni de 1915, centenars de milers d'homes, dones i nens van ser forçats a caminar a través del desert de Deir al-Zor als camps de Deir al-Zor, on la majoria van morir. Avui en dia hi ha un monument a Deir ez-Zor en memòria dels que van morir en les marxes.
- Durant la Guerra del Pacífic, l'Exèrcit Imperial Japonès va dur a terme marxes de la mort, entre les quals la Marxa de la mort de Bataan el 1942 i les Marxes de la mort de Sandakan en 1944-45.
- El terme "marxa de la mort" ha estat utilitzat extensament en el context de la història de la Segona Guerra Mundial per víctimes i historiadors per referir-se al trasllat forçós de milers de presoners per part de l'Alemanya nazi, majoritàriament jueus, dels camps de concentració nazis prop del front de batalla, cap a l'interior d'Alemanya.
- També en el context de la Segona Guerra Mundial, La Marxa es refereix a una sèrie de marxes en l'última fase de la Segona Guerra Mundial a Europa quan 80,000 presoners de guerra aliats occidentals van ser forçats a marxar a través de Polònia, Txecoslovàquia i Alemanya durant l'hivern durant quatre mesos, des de gener fins a abril de 1945.
- A la Marxa de la mort de Brno en l'estiu de 1945, els txecs van expulsar els alemanys dels Sudets cap a Àustria. Durant aquesta marxa moriren 800 persones.
- Durant la Guerra araboisraeliana de 1948, uns 70.000 àrabs palestins de les ciutats d'Al-Ramla i Lydda van ser expulsats per les forces israelianes, i s'estima que 350 persones van morir en el qual s'ha denominat la Marxa de la mort de Lydda.[3]
- A la Guerra de Corea, 200.000 soldats del Cos de Defensa Nacional de Corea del Sud van ser obligats a marxar pels seus caps durant l'hivern de 1951, i 90.000 soldats van morir de fam o malaltia a causa de la malversació de fons dels seus comandants.[4] Aquest incident es coneix com l'incident del Cos de Defensa Nacional.
- El juliol de 1973, l'Exèrcit Africà per a l'Alliberament Nacional de Zimbabue (ZANLA) va capturar 292 estudiants i professors d'una escola de la missió de St. Albert 's entre Centenary i Mount Darwin a Rhodèsia (avui Zimbàbue) i els va obligar a marxar cap a Moçambic, on es trobaven les bases del ZANLA. La marxa va ser interceptada per les Forces de Seguretat de Rhodèsia abans que travessessin la frontera, però només vuit dels nens i el personal van poder ser rescatats.[5]

- Durant el règim comunista dels Khmers Rojos a Cambodja, l'evacuació forçosa de les ciutats va comportar la mort de centenars de milers de persones.